# Вијано (Пезаро и Урбино)
Вијано (итал. Viano) је насеље у Италији у округу Пезаро и Урбино, региону Марке.
Према процени из 2011. у насељу је живело 37 становника. Насеље се налази на надморској висини од 476 м.